# Ernst Röhm
Ernst Julius Röhm (Múnic, 28 de novembre de 1887 - Múnic, 2 de juliol de 1934) fou un militar i polític alemany, comandant i cofundador de les Sturmabteilung.
Röhm va servir com a oficial a l'exèrcit bavarès durant la Primera Guerra Mundial. Va ser greument ferit a la cara a Lorena, a França. Després de la guerra, el 1918, va entrar en les Freikorps, una de les milícies que es van formar a Múnic com a reacció contra la República de Weimar.
Des de 1919 és un amic íntim d'Adolf Hitler. El 1920, es va afiliar al Partit Nacional Socialista dels Treballadors Alemanys (NSDAP), el partit nazi. Hi va ajudar a organitzar les Sturmabteilung (SA), una milícia que protegia els líders del partit i atacava els oponents polítics. Röhm va participar el 1923 en el fallit putsch de Múnic, pel qual va ser condemnat a quinze mesos de presó amb llibertat provisional. Després de les eleccions parlamentàries del 4 de maig de 1924 esdevé diputat pel Deutsch-Völkische Freiheitspartei (‘Partit Nacionalista Alemany de la Llibertat’).
Hitler encarrega a Röhm la reorganització dels SA. Paral·lelment, Röhm crea el Frontbann, un organisme paraigua de les milícies nacionalistes. Va dimitir com a diputat el 1925 i va anar a Bolívia com a assessor militar.

## El retorn a Alemanya
Hitler va demanar el 1930 que tornés a Alemanya per dirigir les Sturmabteilung. Hi va aportar noves idees i va farcir la direcció amb amics personals. Va reeixir afiliar fins 4,5 membres, principalment veterans de la Primera Guerra Mundial i el proletariat apobrit, víctima de la Gran Depressió (1929-1931). Els rumors sobre pràctiques homosexuals entre els membres de la direcció de les SA els van costar l'animadversió dels militars de carrera i altres membres del partit, que recelaven del poder de la milícia.

## Caiguda
Quan els nacionalsocialistes van arribar al poder el 1933, l'ala esquerra del NSDAP continuava creient en el socialisme: volien nacionalitzar les grans empreses, repartir els beneficis als treballadors i rebaixar el tipus d'interès. Totes qüestions anatema per als empresaris que havien ajudat a l'arribada al poder de Hitler. Röhm va parlar sobre una segona revolució i volia actuar contra els reaccionaris igual que ho havien fet contra els comunistes durant la consolidació del partit els anys anteriors.
Hitler va comprometre's amb els empresaris alemanys, i això va obrir una escletxa entre ell i les SA. Les Sturmabteilung les formaven bàsicament les classes treballadores anticapitalistes, que esperaven guanyar la revolució als carrers. Röhm creia que havien d'esdevenir el nucli d'un exèrcit revolucionari, però Hitler creia que un cop al poder ja no eren menester, perquè volia el suport de l'exèrcit per assegurar-se la presidència quan von Hindenburg morís.
A principi de juny de 1934, von Hindenburg va forçar Hitler amb l'amenaça que o es pacificava Alemanya o declararia la Llei marcial, cosa que li retiraria el poder, i aquest va pactar amb el Reichswehr suprimir les SA i cancel·lar llur segona revolució.

## La nit dels ganivets llargs
Els caps nacionalsocialistes, incloent-hi Heinrich Himmler i Hermann Göring van fabricar un informe fals que Röhm planejava un cop d'estat contra Hitler, amb el suport de França. Al principi Hitler va rebutjar les acusacions, però el van alertar que els SA tenien prou potencial per treure'l del poder si ho haguessin volgut. La pressió de von Hindenburg va conduir Hitler a ordenar l'execució dels líders de la SA. La nit del 30 de juny a l'1 de juliol de 1934, conegut com la «Nit dels ganivets llargs» es van assassinar 85 persones, entre les quals Röhm. Va ser afusellat a la presó de Stadelheim.